# Lista światowego dziedzictwa UNESCO w Uzbekistanie
Lista światowego dziedzictwa UNESCO w Uzbekistanie – lista miejsc w Uzbekistanie wpisanych na listę światowego dziedzictwa UNESCO, ustanowionej na mocy Konwencji w sprawie ochrony światowego dziedzictwa kulturowego i naturalnego, przyjętej przez UNESCO na 17. sesji w Paryżu 16 listopada 1972 i ratyfikowanej przez Uzbekistan 13 stycznia 1993 roku.
Obecnie (stan na 2023 rok) na liście znajduje się 7 obiektów: 5 dziedzictwa kulturowe oraz 2 o charakterze przyrodniczym.
Na uzbeckiej liście informacyjnej UNESCO – liście obiektów, które Uzbekistan zamierza rozpatrzyć do zgłoszenia do wpisu na listę światowego dziedzictwa – znajduje się 31 obiektów (stan na 2023 rok).

## Obiekty na liście światowego dziedzictwa UNESCO
Poniższa tabela przedstawia obiekty na uzbeckiej liście informacyjnej UNESCO:
Nr ref. – numer referencyjny UNESCO;
Obiekt – polskie tłumaczenie nazwy wpisu na liście wraz z jej angielskim oryginałem;
Położenie – miasto, województwo; współrzędne geograficzne;
Typ – klasyfikacja według Komitetu Światowego Dziedzictwa:
- kulturowe (K)
- przyrodnicze (P)
- kulturowo-przyrodnicze (K,P)

Rok wpisu – roku wpisu na listę i rozszerzenia wpisu
Opis – krótki opis obiektu wraz z informacjami o jego zagrożeniu.
     Wpisy transgraniczne
| Nr ref. | Obiekt                                                                             | Zdjęcie | Położenie                                                                       | Typ            | Rok       | Opis |
| ------- | ---------------------------------------------------------------------------------- | ------- | ------------------------------------------------------------------------------- | -------------- | --------- | --- |
| 543     | Miasto Itchan Kala w Chiwie Itchan Kala                                            |         | Chiwa Wilajet chorezmijski 39°46′29,0″N 64°25′43,0″E/39,774722 64,428611        | K (ii)(iv)(v)  | 1990      | Itchan Kala to wewnętrzne miasto (ochraniane przez ceglane mury o wysokości około 10 metrów) w starej oazie Khiva, która była ostatnim przystankiem karawan przed przekroczeniem pustyni w kierunku Iranu. Choć zachowało się niewiele bardzo starych zabytków, jest spójnym i dobrze zachowanym przykładem architektury islamu Azji Środkowej. Znajduje się tam kilka wyjątkowych budowli, takich jak meczet Dżuma, mauzolea, medresy oraz dwa wspaniałe pałace zbudowane na początku XIX wieku przez Alla-Kulli-Khana.. |
| 602     | Zespół zabytkowy w Bucharze Historic Centre of Bukharaw                            |         | Buchara Wilajet bucharski 39°46′29,0″N 64°25′43,0″E/39,774722 64,428611         | K (ii)(iv)(vi) | 1993 2016 | Bukhara, położona na Jedwabnym Szlaku, ma ponad 2000 lat. Jest najbardziej kompletnym przykładem średniowiecznego miasta w Azji Środkowej, z urbanistycznym układem, który w dużej mierze zachował swoją integralność. Pomniki szczególnego zainteresowania obejmują słynny grobowiec Ismaila Samaniego, arcydzieło architektury islamu z X wieku, oraz wiele medres wzniesionych w XVII wieku. |
| 885     | Zespół zabytkowy w Shahrisabz Historic Centre of Shakhrisyabz                      |         | Shahrisabz Wilajet kaszkadaryjski 39°03′00,0″N 66°50′00,0″E/39,050000 66,833333 | K (iii)(iv)    | 2000      | Historyczne centrum Shahrisabz zawiera zbiór wyjątkowych zabytków i starożytnych dzielnic, które świadczą o świeckim rozwoju miasta, a szczególnie o okresie jego apogeum za panowania Timura Chromego i Temurydów w XV-XVI wieku. |
| 603     | Samarkanda – skrzyżowanie kultur Samarkand – Crossroad of Cultures                 |         | Samarkanda Wilajet samarkandzki 39°40′07,0″N 67°00′00,0″E/39,668611 67,000000   | K (ii)(iv)(v)  | 2001      | Historyczne miasto Samarkanda jest skrzyżowaniem i miejscem spotkań różnych kultur świata. Założone w VII wieku p.n.e. jako starożytne Afrasiab, Samarkanda przeżyła najważniejszy rozwój w okresie Timurydów, od XIV do XV wieku. Główne zabytki to zespół architektoniczny Registan, meczet Bibi Chanum, kompleks Szah-i Zinda, mauzoleum Gur-i Mir oraz Obserwatorium Uług Bega. |
| 1490    | Zachodni Tienszan Western Tien-Shan                                                |         | 41°10′00″N 69°45′00″E/41,166667 69,750000                                       | P (x)          | 2016      | System górski Tienszan, jedno z największych pasm górskich na świecie. Zachodni Tienszan wznosi się na wysokości od 700 do 4 503 m n.p.m. Charakteryzuje się zróżnicowanymi krajobrazami, które są domem dla niezwykle bogatej różnorodności biologicznej. Jest to miejsce o znaczeniu globalnym jako centrum pochodzenia wielu uprawnych gatunków owoców i stanowi siedlisko wielu różnorodnych typów lasów oraz unikalnych związków roślinnych..                                                                        |
| 1675    | Szlaki jedwabne: korytarz Zarafszan-Karakum Silk Roads: Zarafshan-Karakum Corridor |         |                                                                                 | K (ii)(iii)(v) | 2023      | |
| 1693    | Pustynie chłodne Turanu Cold Winter Deserts of Turan                               |         |                                                                                 | P (ix)(x)      | 2023      | |